# Volley Bergamo 2017-2018
Questa voce raccoglie le informazioni riguardanti il Volley Bergamo nelle competizioni ufficiali della stagione 2017-2018.

## Stagione
La stagione 2017-18 è per il Volley Bergamo, sponsorizzato dalla Foppapedretti, la ventiquattresima consecutiva in Serie A1; come allenatore viene scelto Stefano Micoli e la rosa è in parte confermata rispetto alla stagione precedente con giocatrici come Myriam Sylla, Paola Paggi, Paola Cardullo e Mina Popović: tra i nuovi acquisti quelli di Francesca Marcon, Ema Strunjak, Roslandy Acosta, Ofelia Malinov e Sanja Malagurski, mentre tra le cessioni quelle di Eleonora Lo Bianco, Martina Guiggi, Alessia Gennari, Eva Mori, Katarzyna Skowrońska e Suelen Pinto.
Il campionato inizia con sei sconfitte consecutive: la prima vittoria arriva alla settima giornata contro il San Casciano; nelle ultime quattro giornate del girone di andata la squadra di Bergamo coglie un altro successo, alla nona giornata, ai danni del Filottrano, chiudendo all'undicesimo posto in classifica, non utile per qualificarsi alla Coppa Italia. Il girone di ritorno si apre con la gara vinta contro la SAB e dopo uno stop imposto dal River arrivano altre due vittorie consecutive: dopo una serie di risultati altalenanti, chiude la regular season con tre sconfitte consecutive e il decimo posto in classifica, non qualificandosi quindi per i play-off scudetto, ma salvandosi dalla retrocessione per il migliore quoziente set rispetto all'undicesima classificata.

## Organigramma societario
Area direttiva
- Presidente: Luciano Bonetti
- Vicepresidente: Enrica Foppa Pedretti, Paolo Bolis
- Direttore generale: Giovanni Panzetti

Area organizzativa
- Segreteria amministrativa: Francesca Sasselli
- Responsabile relazioni esterne: Andrea Veneziani

Area tecnica
- Allenatore: Stefano Micoli
- Allenatore in seconda: Daniele Turino
- Scout man: Gianni Bonacina
- Video man: Matteo Prezioso
- Responsabile settore giovanile: Luigi Sana

Area comunicazione
- Ufficio stampa: Giorgia Marchesi
- Responsabile rapporto istituzioni: Patrizio Ginelli

Area marketing
- Responsabile ufficio marketing: Stefano Calvo

Area sanitaria
- Osteopata: Davide Pavanelli, Davide Caputo
- Massoterapista: Davide Pavanelli
- Massaggiatore: Davide Caputo

## Rosa
| N° | Nome             | Ruolo | Data di nascita   | Nazionalità sportiva |
| -- | ---------------- | ----- | ----------------- | -------------------- |
| 1  | Ema Strunjak     | C     | 24 settembre 1999 | Croazia              |
| 2  | Lucia Imperiali  | L     | 5 maggio 1999     | Italia               |
| 3  | Sanja Malagurski | O     | 8 giugno 1990     | Serbia               |
| 4  | Valeria Battista | S/O   | 23 gennaio 2001   | Italia               |
| 5  | Mina Popović     | C     | 16 settembre 1994 | Serbia               |
| 7  | Paola Cardullo   | L     | 18 marzo 1982     | Italia               |
| 9  | Francesca Marcon | S     | 9 luglio 1983     | Italia               |
| 10 | Paola Paggi      | C     | 6 dicembre 1976   | Italia               |
| 13 | Jennifer Boldini | P     | 6 aprile 1999     | Italia               |
| 15 | Ofelia Malinov   | P     | 29 febbraio 1996  | Italia               |
| 17 | Myriam Sylla     | S     | 8 gennaio 1995    | Italia               |
| 18 | Roslandy Acosta  | S     | 25 febbraio 1992  | Venezuela            |

## Mercato
| Acquisti | Acquisti         | Acquisti      | Acquisti   |
| R.       | Nome             | da            | Modalità   |
| -------- | ---------------- | ------------- | ---------- |
| S        | Roslandy Acosta  | Potsdam       | definitivo |
| P        | Jennifer Boldini | Flero         | definitivo |
| L        | Lucia Imperiali  | Amatori Orago | definitivo |
| O        | Sanja Malagurski | Flero         | definitivo |
| P        | Ofelia Malinov   | Imoco         | prestito   |
| S        | Francesca Marcon | River         | definitivo |
| C        | Ema Strunjak     | HAOK Mladost  | definitivo |

| Cessioni | Cessioni             | Cessioni        | Cessioni   |
| R.       | Nome                 | a               | Modalità   |
| -------- | -------------------- | --------------- | ---------- |
| S        | Alessia Gennari      | UYBA            | definitivo |
| C        | Martina Guiggi       | Casalmaggiore   | definitivo |
| P        | Eleonora Lo Bianco   | Casalmaggiore   | definitivo |
| P        | Eva Mori             | Béziers         | definitivo |
| S        | Laura Partenio       | -               | ritirata   |
| L        | Suelen Pinto         | Praia Clube     | definitivo |
| O        | Katarzyna Skowrońska | Barueri         | definitivo |
| S        | Anna Venturini       | Castel d'Azzano | definitivo |

## Risultati

### Serie A1

#### Girone di andata
| 1ª giornata - 15 ottobre 2017 PalaBorsani, Castellanza            | SAB             | 3 - 0 | Bergamo       | 25-18, 25-14, 25-16               |
| 2ª giornata - 22 ottobre 2017 PalaNorda, Bergamo                  | Bergamo         | 1 - 3 | River         | 27-29, 25-19, 16-25, 18-25        |
| 3ª giornata - 29 ottobre 2017 PalaNorda, Bergamo                  | Bergamo         | 1 - 3 | Casalmaggiore | 12-25, 19-25, 25-21, 23-25        |
| 4ª giornata - 4 novembre 2017 PalaYamamay, Busto Arsizio          | Busto Arsizio   | 3 - 1 | Bergamo       | 25-14, 31-33, 25-11, 25-16        |
| 5ª giornata - 15 novembre 2017 PalaNorda, Bergamo                 | Bergamo         | 1 - 3 | Imoco         | 18-25, 25-22, 17-25, 19-25        |
| 6ª giornata - 19 novembre 2017 PalaTerdoppio, Novara              | AGIL            | 3 - 0 | Bergamo       | 25-18, 25-16, 25-22               |
| 7ª giornata - 22 novembre 2017 PalaNorda, Bergamo                 | Bergamo         | 3 - 2 | San Casciano  | 23-25, 27-25, 27-25, 19-25, 15-13 |
| 8ª giornata - 26 dicembre 2017 PalaCampanara, Pesaro              | Pesaro          | 3 - 0 | Bergamo       | 25-17, 25-19, 25-19               |
| 9ª giornata - 2 dicembre 2017 PalaNorda, Bergamo                  | Bergamo         | 3 - 1 | Filottrano    | 24-26, 25-22, 25-19, 25-20        |
| 10ª giornata - 10 dicembre 2017 Palazzetto dello Sport, Scandicci | Savino Del Bene | 3 - 2 | Bergamo       | 25-16, 26-28, 23-25, 25-18, 15-10 |
| 11ª giornata - 17 dicembre 2017 PalaNorda, Bergamo                | Bergamo         | 1 - 3 | Pro Victoria  | 25-27, 22-25, 25-17, 19-25        |

#### Girone di ritorno
| 12ª giornata - 26 dicembre 2017 PalaNorda, Bergamo           | Bergamo       | 3 - 0 | SAB             | 25-20, 25-19, 25-23               |
| 13ª giornata - 7 gennaio 2018 PalaPanini, Modena             | River         | 3 - 0 | Bergamo         | 25-22, 31-29, 25-18               |
| 14ª giornata - 14 gennaio 2018 PalaRadi, Casalmaggiore       | Casalmaggiore | 2 - 3 | Bergamo         | 25-19, 19-25, 19-25, 25-22, 10-15 |
| 15ª giornata - 17 gennaio 2018 PalaNorda, Bergamo            | Bergamo       | 3 - 2 | Busto Arsizio   | 21-25, 21-25, 25-17, 25-22, 15-10 |
| 16ª giornata - 21 gennaio 2018 PalaVerde, Villorba           | Imoco         | 3 - 1 | Bergamo         | 25-22, 24-26, 25-13, 25-15        |
| 17ª giornata - 28 gennaio 2018 PalaNorda, Bergamo            | Bergamo       | 3 - 2 | AGIL            | 25-23, 19-25, 28-26, 22-25, 15-11 |
| 18ª giornata - 3 febbraio 2018 Nelson Mandela Forum, Firenze | San Casciano  | 3 - 0 | Bergamo         | 29-27, 30-28, 26-24               |
| 19ª giornata - 11 febbraio 2018 PalaNorda, Bergamo           | Bergamo       | 3 - 0 | Pesaro          | 25-19, 26-24, 25-23               |
| 20ª giornata - 25 febbraio 2018 PalaBaldinelli, Osimo        | Filottrano    | 3 - 1 | Bergamo         | 16-25, 25-20, 26-24, 25-17        |
| 21ª giornata - 3 marzo 2018 PalaNorda, Bergamo               | Bergamo       | 1 - 3 | Savino Del Bene | 22-25, 25-23, 19-25, 17-25        |
| 22ª giornata - 10 marzo 2018 Palazzetto dello Sport, Monza   | Pro Victoria  | 3 - 2 | Bergamo         | 21-25, 25-21, 25-23, 19-25, 15-13 |

## Statistiche

### Statistiche di squadra
| Competizione | Punti | In casa | In casa | In casa | In trasferta | In trasferta | In trasferta | Totale | Totale | Totale |
| Competizione | Punti | G       | V       | P       | G            | V            | P            | G      | V      | P      |
| ------------ | ----- | ------- | ------- | ------- | ------------ | ------------ | ------------ | ------ | ------ | ------ |
| Serie A1     | 19    | 11      | 6       | 5       | 11           | 1            | 10           | 22     | 7      | 15     |
| Totale       | -     | 11      | 6       | 5       | 11           | 1            | 10           | 22     | 7      | 15     |

G = partite giocate; V = partite vinte; P = partite perse

### Statistiche dei giocatori
| Giocatore     | Serie A1 | Serie A1 | Serie A1 | Serie A1 | Serie A1 | Totale | Totale | Totale | Totale | Totale |
| Giocatore     | P        | PT       | AV       | MV       | BV       | P      | PT     | AV     | MV     | BV     |
| ------------- | -------- | -------- | -------- | -------- | -------- | ------ | ------ | ------ | ------ | ------ |
| R. Acosta     | 21       | 323      | 285      | 32       | 6        | 21     | 323    | 285    | 32     | 6      |
| V. Battista   | 19       | 29       | 25       | 1        | 3        | 19     | 29     | 25     | 1      | 3      |
| J. Boldini    | 19       | 9        | 2        | 3        | 4        | 19     | 9      | 2      | 3      | 4      |
| P. Cardullo   | 21       | 0        | 0        | 0        | 0        | 21     | 0      | 0      | 0      | 0      |
| L. Imperiali  | 7        | 0        | 0        | 0        | 0        | 7      | 0      | 0      | 0      | 0      |
| S. Malagurski | 20       | 248      | 212      | 32       | 4        | 20     | 248    | 212    | 32     | 4      |
| O. Malinov    | 18       | 54       | 35       | 14       | 5        | 18     | 54     | 35     | 14     | 5      |
| F. Marcon     | 22       | 117      | 104      | 10       | 3        | 22     | 117    | 104    | 10     | 3      |
| P. Paggi      | 17       | 57       | 38       | 17       | 2        | 17     | 57     | 38     | 17     | 2      |
| M. Popović    | 21       | 193      | 139      | 45       | 9        | 21     | 193    | 139    | 45     | 9      |
| E. Strunjak   | 21       | 98       | 70       | 23       | 5        | 21     | 98     | 70     | 23     | 5      |
| M. Sylla      | 19       | 195      | 158      | 37       | 0        | 19     | 195    | 158    | 37     | 0      |

P = presenze; PT = punti totali; AV = attacchi vincenti; MV = muri vincenti; BV = battute vincenti